# Sarmentypnum tundrae
Sarmentypnum tundrae là một loài Rêu trong họ Amblystegiaceae. Loài này được (Arnell) Hedenas mô tả khoa học đầu tiên năm 2006.